# Erich Scheibmayr
Erich Scheibmayr (* 9. November 1918 in München; † 21. September 2009 ebenda) war ein deutscher Autor und Friedhofsexperte.

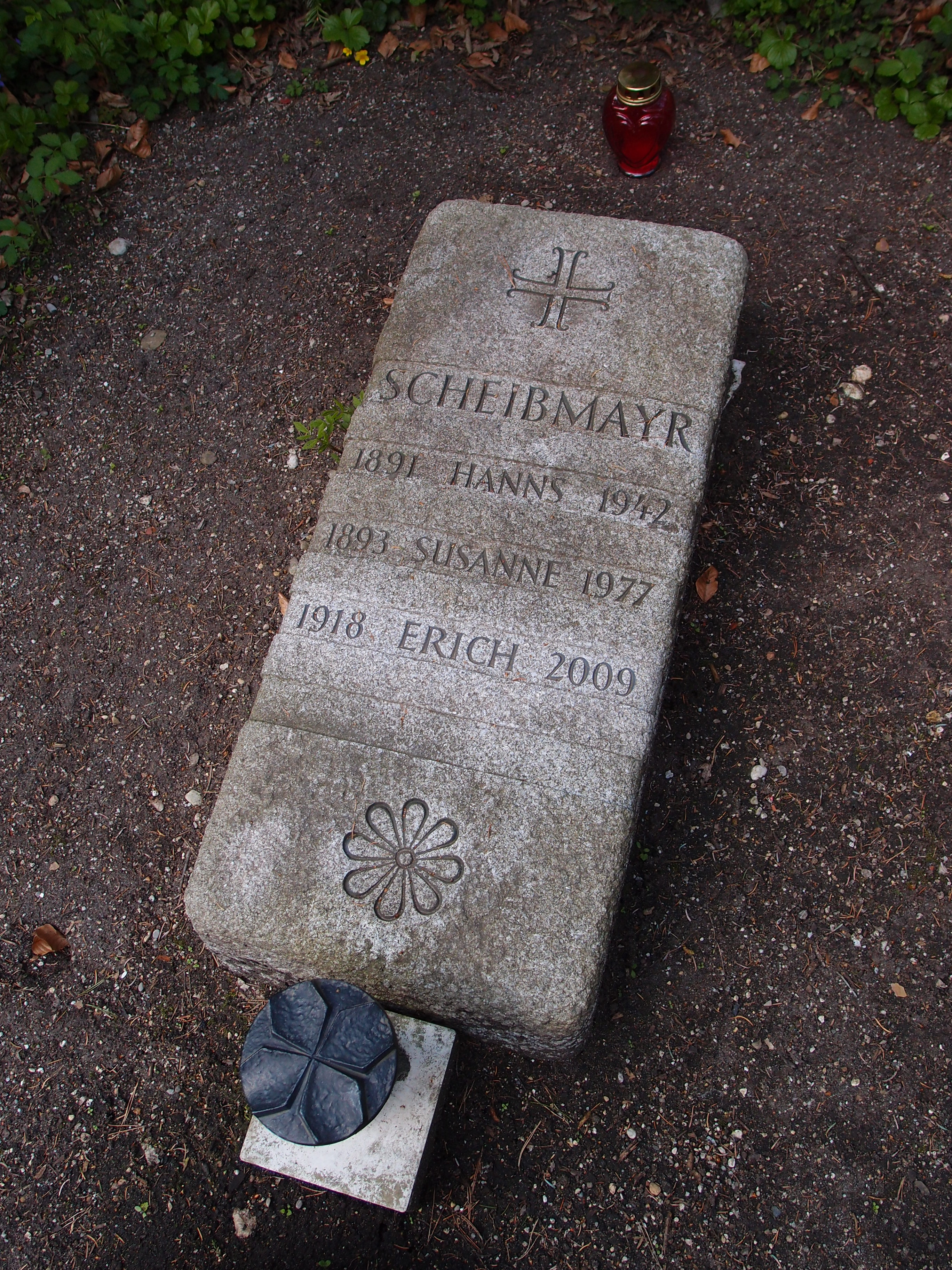
Grab von Erich Scheibmayr (München, Waldfriedhof, Alter Teil)

## Leben
Nach dem Abitur 1937 nahm Scheibmayr eine Tätigkeit in der Münchner Friedhofsverwaltung an, in deren Rahmen der spätere Oberamtsrat als leitender Beamter lange Zeit für den Betrieb, sowie den Unterhalt und die Erweiterung der Friedhöfe zuständig war. Regionale Bekanntheit erwarb sich Scheibmayr in den 1950er Jahren durch seinen Einsatz für die Umbettung vieler Kriegsgefallener. Nach seiner Pensionierung 1981 erforschte Scheibmayr die Geschichte der einzelnen Münchner Friedhöfe sowie bekannter Persönlichkeiten, die dort beerdigt wurden. Ein erstes Résumé gab er 1984 unter dem Titel Letzte Heimat – Persönlichkeiten in Münchner Friedhöfen heraus. Obwohl das Buch lediglich im Selbstverlag produziert worden war, fand es bundesweite Beachtung, sodass in den Jahren 1989 bis 2002 drei weitere Bände folgen sollten. Noch zu Lebzeiten hat Scheibmayr 2006 den Vertrieb seiner Bücher an den MünchenVerlag übergeben. 
Im Mitteilungsblatt des Münchner Rathauses wurden die Folgen von Scheibmayrs publizistischer Tätigkeit folgendermaßen gewürdigt:
Am 21. September 2009 starb Erich Scheibmayr im Alter von 90 Jahren in seiner Heimatstadt und wurde auf dem Waldfriedhof beerdigt.

## Ehrungen und Auszeichnungen
- 1999 Verdienstkreuz am Bande des Verdienstordens der Bundesrepublik Deutschland
- Medaille „München leuchtet“ in Silber für seine Verdienste um das Münchner Friedhofswesen

## Werke
- 1985: Letzte Heimat: Persönlichkeiten in Münchner Friedhöfen 1784–1984, München: Scheibmayr.
- 1989: Wer? Wann? Wo? Persönlichkeiten in Münchner Friedhöfen, München: Scheibmayr.
- 1995: Gräber in Oberbayern, außerhalb von München, München: Scheibmayr.
- 1997: Wer? Wann? Wo? Teil 2: Weitere Persönlichkeiten in Münchner Friedhöfen, München: Scheibmayr.
- 2002: Wer? Wann? Wo? Persönlichkeiten in Münchner Friedhöfen, Teil 3, München: Scheibmayr.